# Cinque Terre
Cinque Terre je skalnatá pobřežní oblast na Italské riviéře, respektive v její východní části nazývané Riviera di Levante. Oblast leží v severozápadní části Itálie, v Janovském zálivu, podél pobřeží Ligurského moře. Zahrnuje celkem pět obcí: Riomaggiore, Manarola, Corniglia, Vernazza a Monterosso al Mare. Obce se vyznačují terasovitě postavenými domy na skalních útesech, staršího i novějšího data.
Od roku 1997 je Cinque Terre součástí světového dědictví UNESCO. V roce 1999 zde byl na ploše 38,6 km² vyhlášen Národní park Cinque Terre.

## Geografie
Cinque Terre leží v hornaté Ligurii. Hornatina a vrchy Ligurských Apenin zde dosahují až k pobřeží Ligurského moře. Oblast se vyznačuje skalnatým pobřežím a strmými útesy. Na skalních terasách se pěstuje vinná réva a olivy. Jednotlivé vrchy mají nadmořskou výšku mezi 500 až 800 m. K nejvyšším vrcholům náleží Monte Malpertuso (812 m) nad Vernazzou.

## Cinque Terre
Riomaggiore, 1700 obyvatel, první z "vesniček" Cinque Terre, vzdálená přibližně 10 minut jízdy vlakem od La Spezie, farní kostel San Giovanni Battista z let 1340–1343, pozůstatky hradu z 15. až 16. století.
Manarola, 350 obyvatel, gotický kostel San Lorenzo z roku 1338 se strážní věží z 16. století.
Corniglia, 200 obyvatel, nejobtížněji dostupná vesnice leží na 100 m vysoké skále, gotický kostel San Pietro z roku 1334.
Vernazza, 900 obyvatel, je považována za nejkrásnější z rybářských vesniček Cinque Terre, hlavní náměstí leží přímo v přístavu, zde také najdeme románský kostel Santa Maria di Antinochia z roku 1318 a hrad s věží Castello dei Doria z 15. století.
Monterosso al Mare, 1450 obyvatel, největší z pěti vesnic, na hlavním náměstí Piazza Garibaldi stojí budova Logia de Podesta se strážní věží ze 14. století a gotický kostel San Giovanni Battista ze 13. století. Na kopci pak najdeme kapucínský klášter San Francesco vystavěný v letech 1619–1623. Obec je rozdělená na dvě části, propojená tunelem, na skále nad mořem stojí obranná věž Torre Aurora ze 16. století.

## Doprava
Vesničky jsou dostupné vlakem na trase La Spezia – Janov. Mezi jednotlivými obcemi se lze pohybovat po značených trasách, zmíněným vlakem, ekologickým autobusem, který jezdí v rámci Cinque Terre, případně i lodní dopravou.

## Galerie

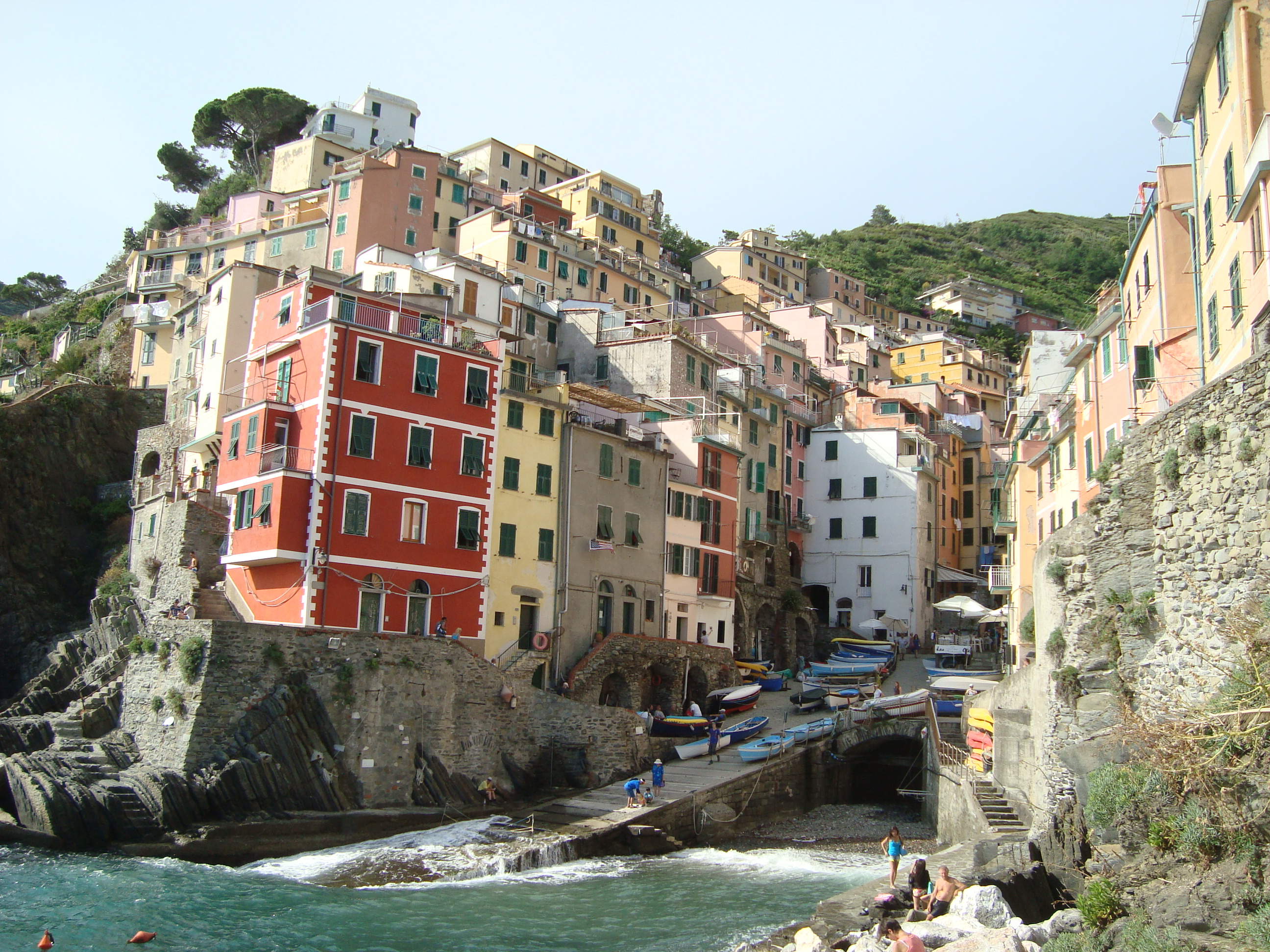
Riomaggiore
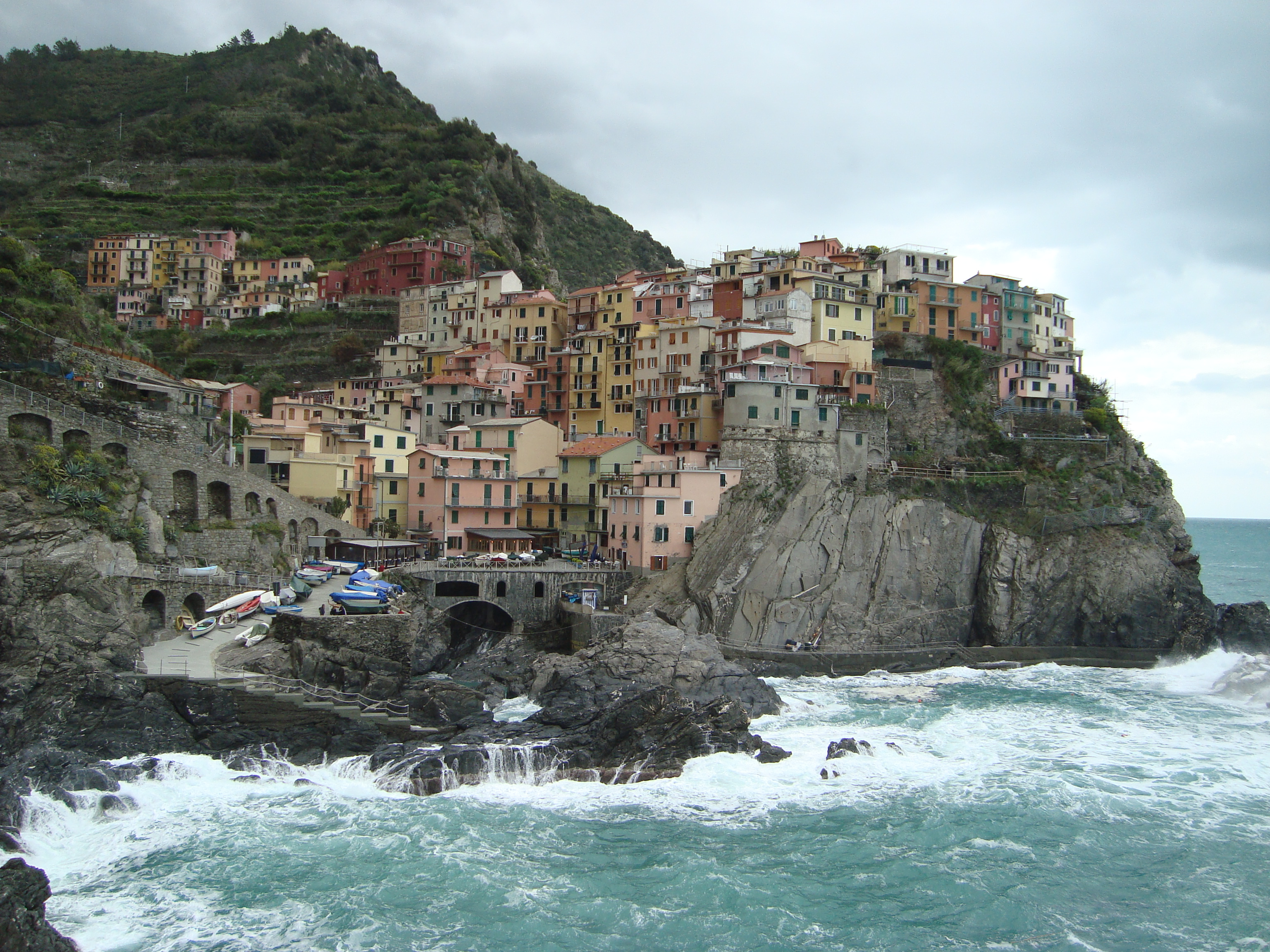
Manarola
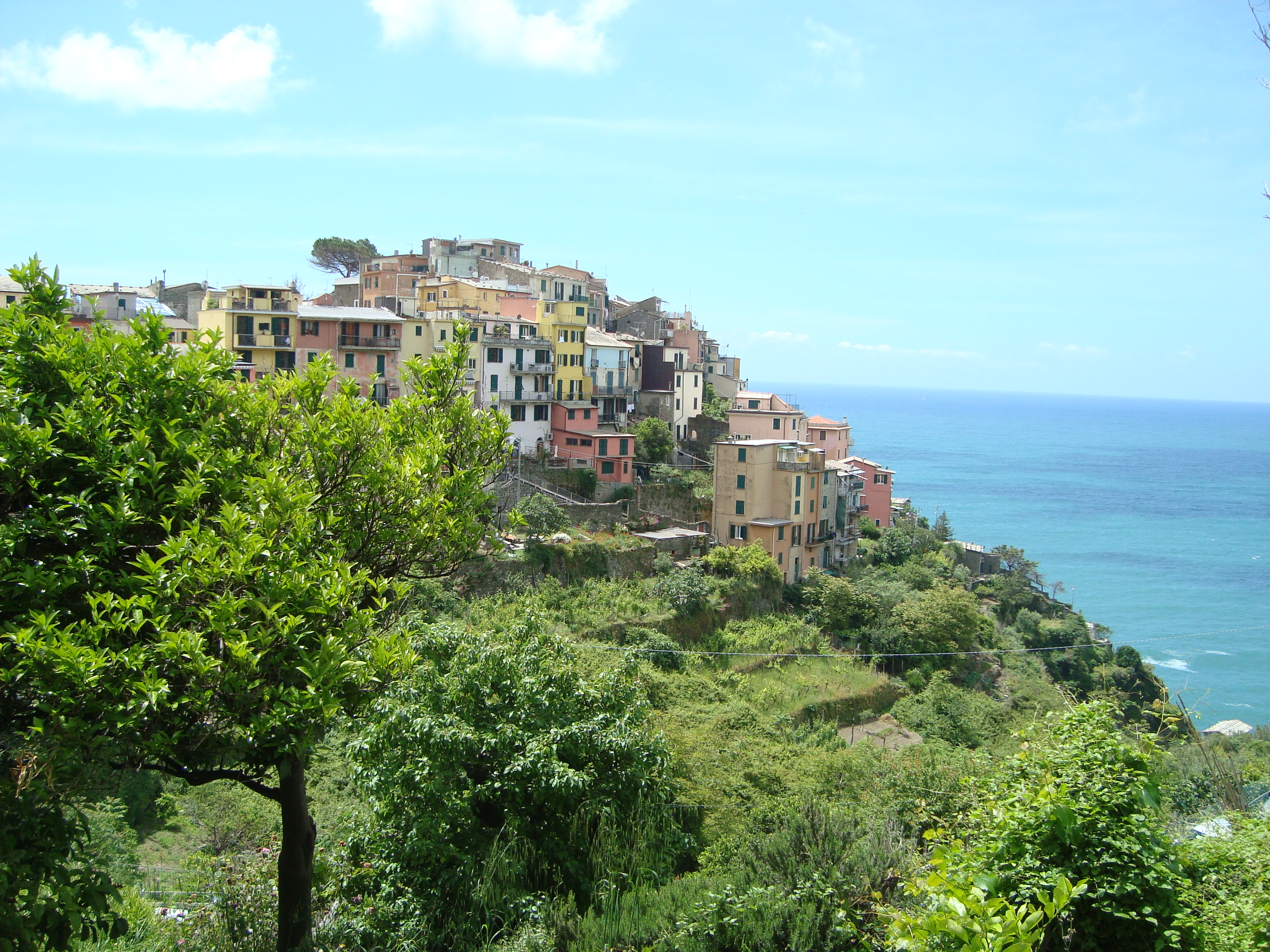
Corniglia
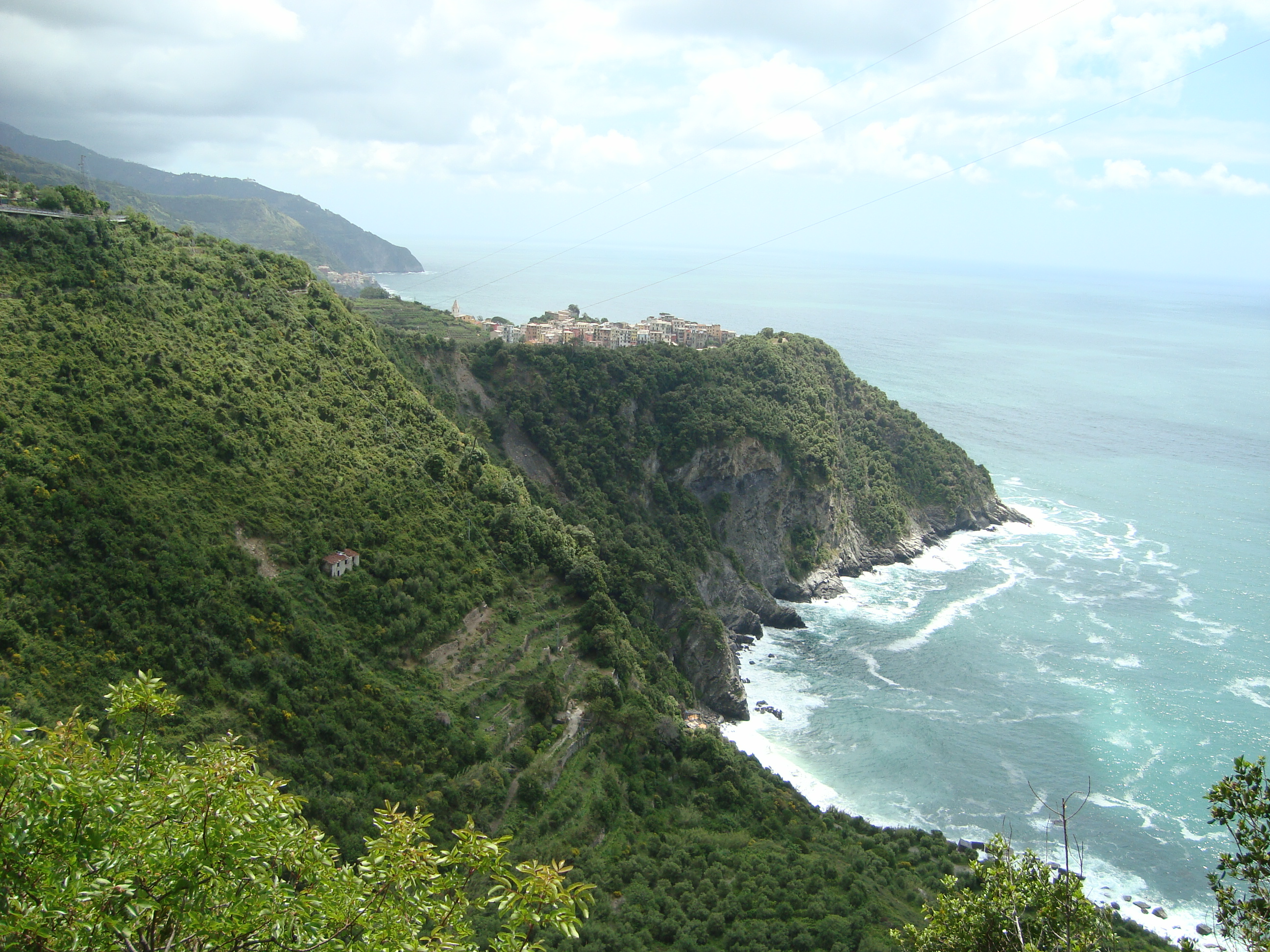
Corniglia
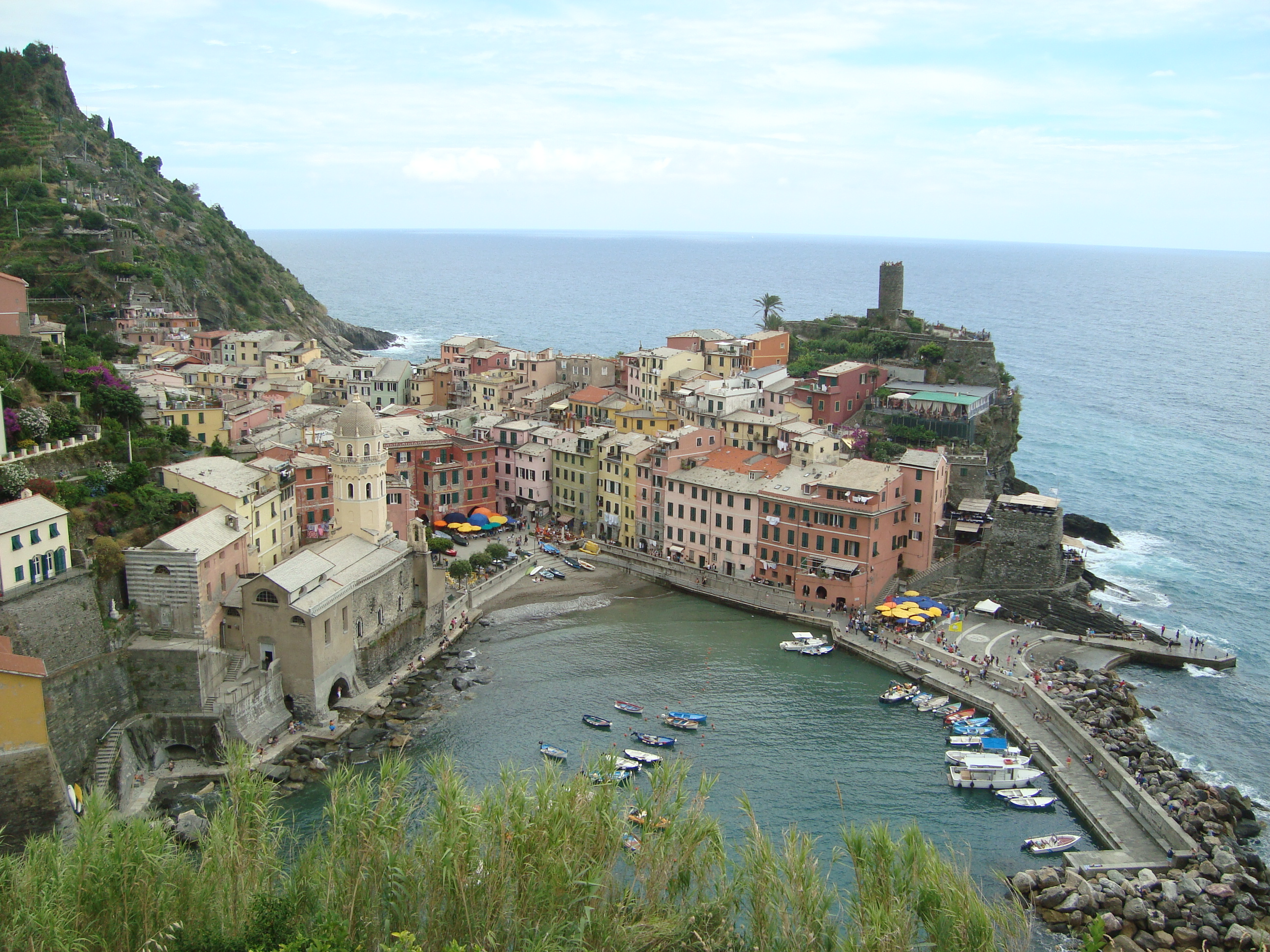
Vernazza
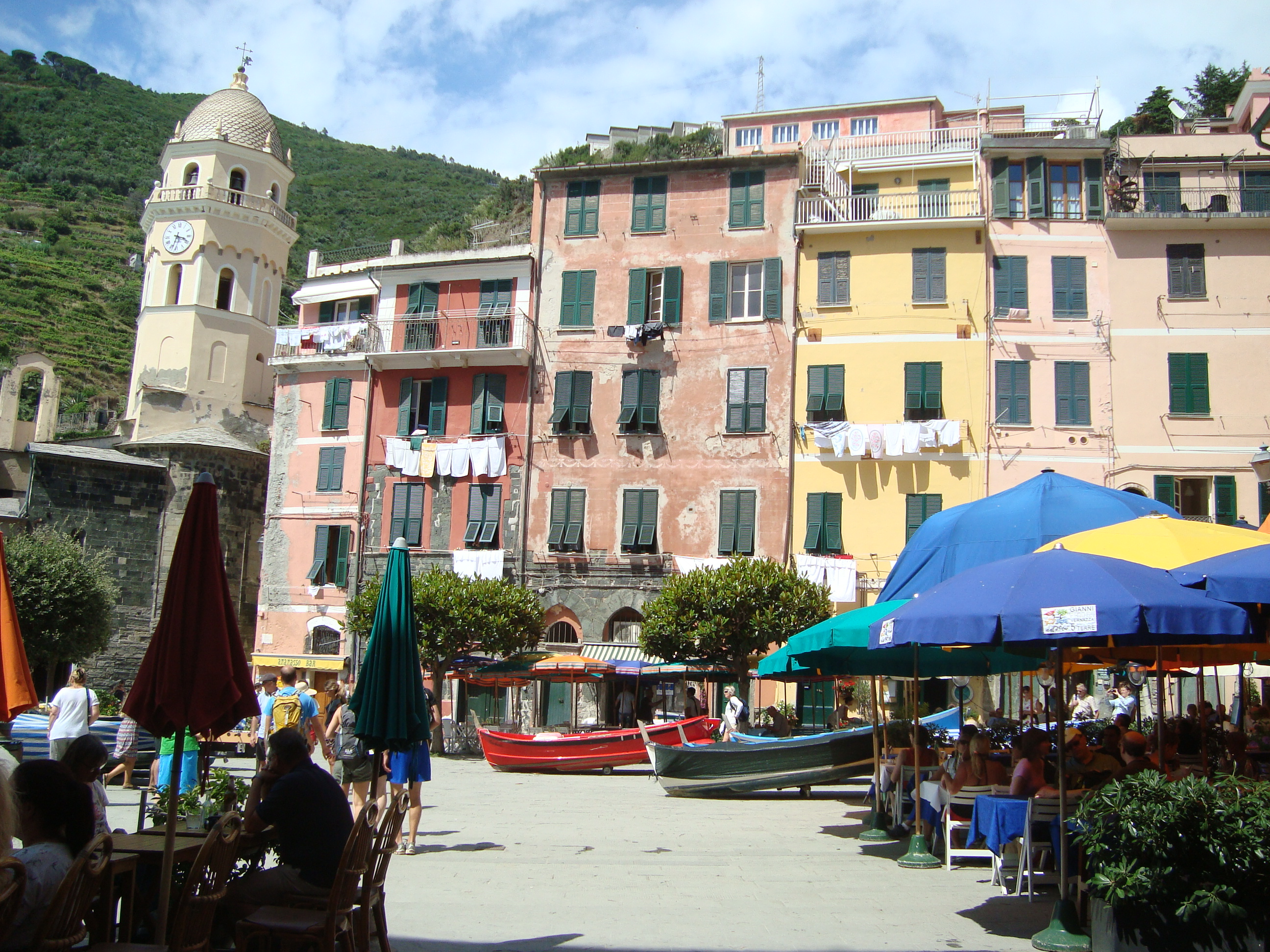
Vernazza
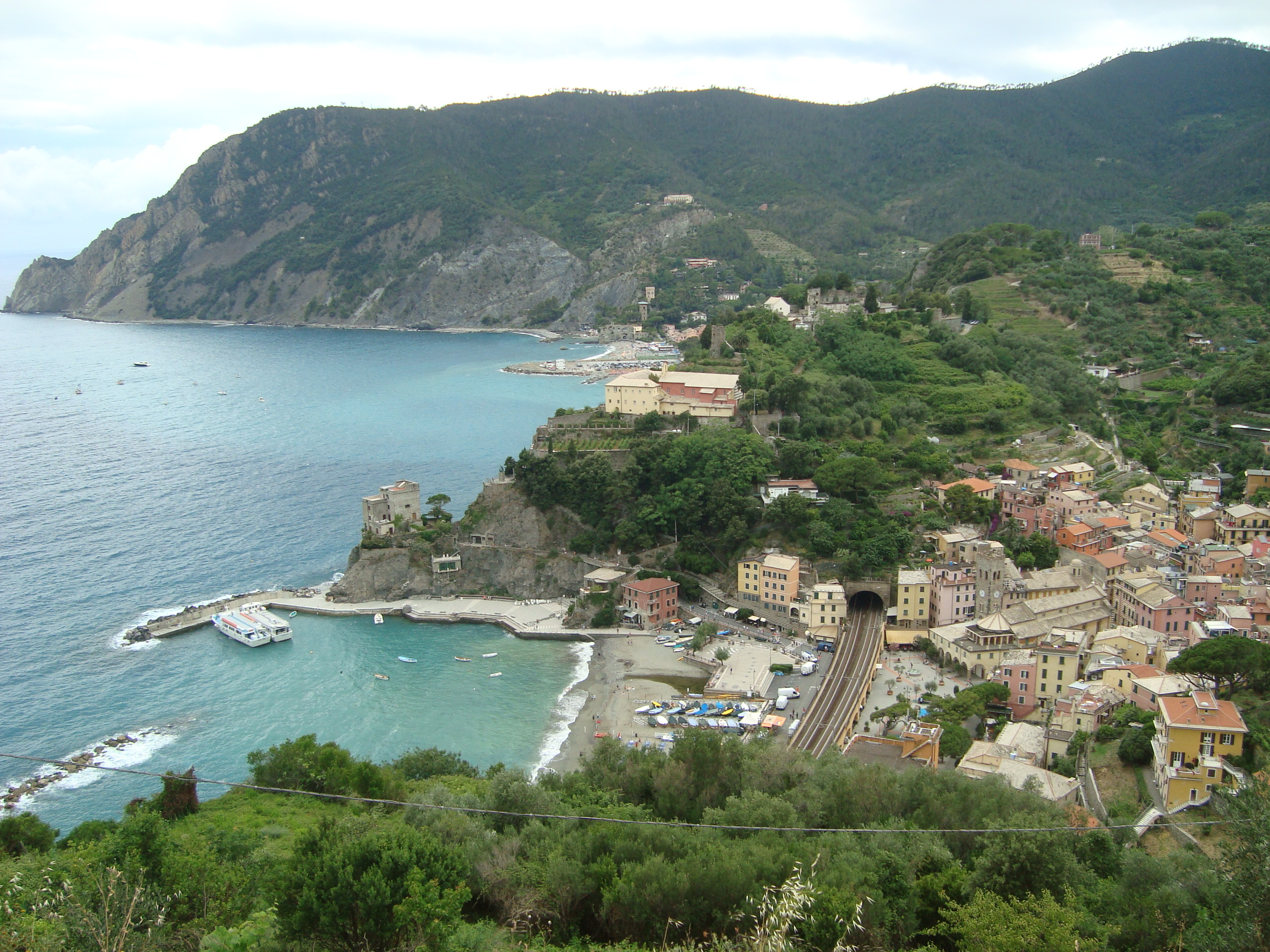
Monterosso al Mare